# محمد عبد العزيز (سياسي صحراوي)
محمد عبد العزيز (17 أغسطس 1947 - 31 مايو 2016) هو الأمين العام لجبهة البوليساريو، تدرّج في سلم جبهة البوليساريو فكان أحد المؤسسين ليصبح الأمين العام للجبهة ورئيس الجمهورية العربية الصحراوية.

## المولد والنشأة
ولد بالمغرب في 17 أغسطس سنة 1948 بمدينة قصبة تادلة، تابع دراسته الثانوية بمدينة مراكش والجامعية في مدينة الرباط إلى تاريخ سبتمبر 1975،

## النشاط السياسي
عضو مؤسس لجبهة البوليساريو كما انتُخب في مكتبها السياسي خلال مؤتمرها التأسيسي في 10 مايو 1973 (تحت الاحتلال الاسباني).
ظلَّ قائدا عسكريا في الجبهة حتى انتخابه بعد مقتل الوالي مصطفى السيد مؤسس جبهة البوليساريو وأمينها العام في هجوم على نواكشوط عاصمة موريتانيا في 9 يونيو 1976. وفي المؤتمر الثالث لجبهة البوليزاريو المنعقد في أغسطس 1976 تم تعيين محمد عبد العزيز أميناً عاماً للجبهة ورئيساً لمجلس قيادة الثورة.
وفي أكتوبر 1976 تم تعيين محمد عبد العزيز رئيساً للجمهورية الصحراوية في مؤتمر جبهة البوليساريو الخامس، وظلَّ انتخابه يعاد المرة تلو المرة في هذا المنصب منذ ذلك التاريخ.
في 12 نوفمبر 1985 أصبحت جبهة البوليساريو عضواً في منظمة الوحدة الأفريقية على الرغم من أنها ليست دولة عضو في الأمم المتحدة أو الجامعة العربية مما دفع المغرب إلى الانسحاب منها منظمة الوحدة الأفريقية.

## زعيم البوليساريو الضغوط الخارجية والداخلية
عرفت جبهة البوليساريو قمة مدها في نهاية السبعينيات وأصبحت عضوا في منظمة الوحدة الأفريقية. لكن وضعيتها السياسية والعسكرية اختلفت بعد ذلك لعدة أسباب لعل من أهمها:
- الوضع الجزائري الداخلي الذي يشهد أزمة مزمنة ومن المعروف أن الجزائر هي الراعي الأساسي للبوليساريو.
- كثرة العائدين من جبهة البوليساريو إلى المغرب وقبولهم بالانضمام إليه بفضل الإغراءات المادية والمعنوية الكثيرة التي يمنحها المغرب لهؤلاء العائدين.
- ظهور بوادر الانشقاق داخل صفوف جبهة البوليساريو حيث يرى بعض المحللين أن أهم العناصر الباقية إلى جانب محمد عبد العزيز هي من قبيلته الرقيبات، وتعرض عناصر القبائل الصحراوية الأخرى للإقصاء والتهميش داخل الجبهة.
- الصراع غير المعلن بين الجناح المسمى «جناح الصقور» الذي يقوده إبراهيم غالي مندوب الجبهة في مدريد والمقرب من عبد العزيز وبين الجناح المعتدل بقيادة عمر منصور الذي يعتبر من أكبر الداعين إلى البحث عن حوار مع المغرب.
- نشوء خلافات بين زعماء الجبهة.
- تراجع حماس الشعب المؤيد لانفصال الصحراء الغربية عن المغرب، وذلك بسبب عدم إيصال المساعدات المرسلة من طرف الدول المعترفة بها للشعب المحتاج.

بعد فشل الدعاية الإعلامية للبوليساريو في تهويل الوضع الحقوقي داخل الصحراء الغربية، وبعد مصادقة مجلس الأمن بالإجماع على تقرير كله في صالح مقترح الحكم الذاتي المغربي وفق الرؤيا المغربية، وبعدما لم تتمكن البوليساريو من إقناع مجلس الأمن بجدوى توسيع صلاحيات بعثة المينورسو لتشمل مراقبة الوضع الحقوقي بالصحراء الغربية، يقرر محمد عبد العزيز- زعيم البوليساريو إلى التلويح بالعودة إلى حمل السلاح في دعاية إعلامية تقيمه له تهكما وكالة الأنباء الإسبانية.
وقال محمد عبد العزيز أنه في حال فشل الأمم المتحدة في مهمتها المتمثلة في تنظيم استفتاء لتقرير المصير في الصحراء الغربية، وذلك في تصريح صحفي مع وكالة الأنباء الإسبانية بصدد دفع الشعب الصحراوي إلى أقصى حدود صبره مضيفا أن الوقت قد حان «لفتح السبل» أمام إيجاد حل للنزاع.
وحذّر في هذا الخصوص في مقابلة مع نشرت يوم الخميس أنه «كلما مرَّ الوقت وفي غياب المؤشرات التي تؤكد لنا أن الأمم المتحدة على استعداد لتحمل إلتزاماتها بأكثر جدية وصرامة في التواجد هنا بالصحراء الغربية، فإننا نقترب شيئا فشيئا من نفاد صبر الصحراويين ومن الخيارات الأخرى تلك المتمثلة في المواجهات العسكرية».
وتابع الأمين العام لجبهة البوليساريو حديثه أن عدم إدراج آلية مراقبة حقوق الإنسان ضمن صلاحيات بعثة الأمم المتحدة لتنظيم استفتاء في الصحراء الغربية (مينورسو) في اللائحة الأخيرة لمجلس الأمن الدولي كان بمثابة «استفزاز» تعود «مسؤوليته الخطيرة على فرنسا بشكل خاص».
كما أشار بأن المفاوضات بين جبهة البوليساريو والمغرب تحت إشراف الأمم المتحدة توجد في «مأزق» مضيفا أن «عقدة المسألة توجد في باريس»
أن محمد عبد العزيز قد فقد بوصلة مشكلته، حيث اتهم فرنسا بوقوفها وراء النزاع في الصحراء الغربية، مدعيا أن فرنسا كانت وراء تشجيع موريتانيا والمغرب على غزو الصحراء الغربية بعد انسحاب إسبانيا سنة 1976.
وادعى أن فرنسا بامتلاكها حق الفيتو كعضو دائم في مجلس الأمن تكون هي المسؤولة عن انتهاكات حقوق الإنسان في الصحراء الغربية المحتلة وتقود المواجهة ضد الشرعية الدولية".
وأشار الرئيس محمد عبد العزيز إلى «أن كفاح الشعب الصحراوي لم يتوقف حتى وإن كان يحترم وقف إطلاق النار الموقع مع المغرب سنة 1991» مذكرا بأن المأزق الذي يوجد عليه مسار تقرير المصير يمثل «ضريبة ثقيلة للمغرب مع انتشار أكثر من 175000 جندي للدفاع عن الجدار والتكاليف الهائلة التي تتطلبها دبلوماسية تقوم على اللوبيات».
وأعرب رئيس الجمهورية عن ارتياحه إزاء التصريحات الأخيرة لنائبة رئيس الوزراء الإسباني ماريا تيريزا فرنانداز دي لا فيغا بنيويورك حول ضرورة احترام حقوق الإنسان بالصحراء الغربية متمنيا أن يكون ذلك بداية تصحيح الموقف الإسباني من القضية الصحراوية.
وأضاف أنه «هناك العديد من الأشخاص على أتم الاستعداد للتضحية بأنفسهم وإنني على يقين بأنهم قد يستأنفون الكفاح المسلح في أي وقت (...) لأنه لا يمكن لأي كان التصدي للصحراويين أو حرمانهم من العيش في الكرامة».

## روابط خارجية
- محمد عبد العزيز على موقع IMDb (الإنجليزية)